# Bierge
Bierge è un comune spagnolo di 224 abitanti situato nella comunità autonoma dell'Aragona.

Fa parte della comarca del Somontano de Barbastro.